# 島田和夫
島田 和夫（しまだ かずお、1944年4月3日 - ）は、日本の法学者、東京経済大学名誉教授。

## 経歴
- 中央大学法学部法律学科卒業
- 東京都立大学 (1949-2011)大学院社会科学研究科博士課程退学　法学修士
- 東京都立大学法学部助手、富山大学経営短期大学部助教授
- 1980年東京経済大学経済学部助教授
- 1989年4月　同教授
- 2000年4月　現代法学部教授
- 2002年4月　現代法学部長
- 2015年5月　名誉教授

## 著書
- 『消費者問題とは－消費者重視社会の実現に向けて－』（世田谷区消費者生活課、1999年4月）
- 『消費者金融の比較法的研究』（有斐閣・塩田親文、長尾治助編、1984年1月）
- 『個人信用情報の法的保護』（商事法務研究会・塩田親文、長尾治助、大河純夫編、1986年10月）
- 『消費者行政と法』（三省堂・清水誠、金子晃、島田和夫編著、1993年8月）

## 活動
- 国民生活審議会特別委員
- 東京都消費生活対策審議会会長